# پیتر هیل-نورتون
پیتر هیل-نورتون (انگلیسی: Peter Hill-Norton; ۸ فوریهٔ ۱۹۱۵ – ۱۶ مهٔ ۲۰۰۴) افسر ارشد نیروی دریایی پادشاهی بریتانیا بود. او در جنگ جهانی دوم به عنوان افسر توپخانه در یک رزم‌ناو که در مسیرهای غربی فعالیت می‌کرد و در دریای شمال که در نبرد نروژ شرکت داشت، جنگید، سپس در یک رزم‌ناو که در کاروان‌های قطب شمال شرکت داشت و در نهایت در یک رزم‌ناو که در ناوگان شرقی فعالیت می‌کرد. پس از جنگ، او فرماندهی یک ناوشکن و سپس یک ناو هواپیمابر را بر عهده داشت. او در اوایل دهه ۱۹۷۰ به عنوان لرد اول دریا و رئیس ستاد نیروی دریایی و سپس رئیس ستاد دفاع خدمت کرد. در نقش اخیر، او تعهد نهایی خود را به پروژه شوالین، برنامه بهبود موشک پولاریس، داد. او سپس رئیس کمیته نظامی ناتو شد.